# Stowe (contea di Montgomery, Pennsylvania)
Stowe è un census-designated place (CDP) degli Stati Uniti d'America situato nello stato della Pennsylvania, nella contea di Montgomery.